# Копа (Кенестуський сільський округ)
Копа́ (каз. Қопа) — село у складі Темірського району Актюбінської області Казахстану. Адміністративний центр Кенестуського сільського округу.
Населення — 1225 осіб (2021; 1063 у 2009, 1021 у 1999, 1102 у 1989).